# 氣旋維亞魯
氣旋風暴維亞魯（英語：Cyclone Storm Viyaru，聯合颱風警報中心編號：01B）是2013年北印度洋氣旋季第一個被命名的熱帶氣旋，一個強度較弱的熱帶氣旋，在南亞及東南亞的六個國家中造成了多人死亡。由於斯里蘭卡對原名馬哈森（Mahasen）不滿，印度氣象部（IMD）因而事後對該氣旋風暴改名為維亞魯（Viyaru）。

## 發展過程
該氣旋在2013年5月初出現在孟加拉灣南部的一處低壓地帶，並在5月10日加強為熱帶低氣壓。5月11日，低氣壓向前移動，達到7至10級風力。由於不利條件，低氣壓在向東印度靠近時未能有效維持對流。5月14日，維亞魯轉向東北移動。翌日，風暴再次加強。5月16日，氣旋達到最強風力，當時發佈風速為每小時85公里，氣壓為988百帕斯卡（事後報告將氣壓修訂為990百帕斯卡）。不久後，維亞魯登陸孟加拉吉大港專區費尼縣索納加濟附近。5月17日，氣旋移至印度東部的那加蘭邦。

## 備註
1. ↑  如無特別說明，所有風速數據均為3分鐘持續風速。

## 外部連結
- India Meteorological Department
- Joint Typhoon Warning Center （页面存档备份，存于）
- Corporate Disaster Resource Network, India